# Wytch Hazel
Wytch Hazel ist eine englische Hard-Rock-Band, die 2011 in Lancaster gegründet wurde.

## Geschichte
Die Band sollte ursprünglich Jerusalem heißen; jedoch wurde dieser Name zugunsten von Wytch Hazel aufgegeben, einer altertümlicheren Variante des englischsprachigen Namens Witch-hazel für die Pflanzengattung Zaubernuss. Nachdem die Band im Jahr 2012 eine EP mit vier Tracks herausgebracht hatte, erschien das Debütalbum Prelude im Jahr 2016. Es wurde bei Bad Omen Records Ltd. veröffentlicht.
Das zweite und dritte Album der Band (II:Sojourn, 2018, und III:Pentecost, 2020; beide ebenfalls bei Bad Omen Records) erreichten bei deutschen Musikkritikern aus der Metal-Szene gute bis sehr gute Bewertungen.
Die Band kündigte im März 2023 an, dass im Juni ein neues Album veröffentlicht würde; die Ankündigung war verbunden mit der Vorab-Veröffentlichung eines Videos des Tracks Angel of Light. Das Album mit dem Titel IV: Sacrament erschien am 2. Juni 2023. Bei den Aufnahmen spielte anstelle des ausgeschiedenen Jack Spencer der Frontmann Colin Hendra das Schlagzeug; daraufhin wurde Aaron Hay als neues Bandmitglied am Schlagzeug benannt. Hay hatte bereits in der Frühphase der Band (2011/2012) mitgewirkt und spielte 2025 wieder das Schlagzeug bei den Aufnahmen zum fünften Album.
Wytch Hazel wurden für Mai 2025 im Vorprogramm des britischen Teils von Michael Schenkers Tour "My Years With UFO" angekündigt; Hendra bezeichnete Schenker als einen "Helden seiner Kindheit".

## Musikalischer Stil
Die musikalische Ausrichtung wird meistens als Hard Rock und Heavy Metal mit mittelalterlichen Anklängen beschrieben. Als wichtige Einflüsse werden häufig Thin Lizzy, Wishbone Ash und Jethro Tull genannt. In ihren Songtexten positionieren sich Wytch Hazel als christliche Band; Hendra gab auch zeitgenössische Kirchenmusik als einen musikalischen Einfluss an.

## Diskografie
Alben
- 2016: Prelude (Bad Omen Records)
- 2018: II:Sojourn (Bad Omen Records)
- 2020: III:Pentecost (Bad Omen Records)
- 2023: IV:Sacrament (Bad Omen Records)
- 2025: V: Lamentations (Bad Omen Records)

## Belege
1. 1 2 3  Wytch Hazel: Otherwordly and magical - Interview with Colin Hendra, Posted on 11 April 2016 at Metal Squadron. Abgerufen am 1. März 2021.
2. ↑  Album II:Sojourn, Beiheft
3. 1 2  Landeseite zur Band bei rateyourmusic.com. Abgerufen am 1. März 2021.
4. ↑  Wytch Hazel in der Webpräsenz von Bad Omen Records. Abgerufen am 1. März 2021.
5. ↑  Jonathan Walzer: Zweiter Akt der besten Band der Neuzeit (Rezension vom 24.07.2018 zum Album II:Sojourn, veröffentlicht auf powermetal.de). Abgerufen am 1. März 2021.
6. ↑  Andreas Schiffmann: Wytch Hazel: III: Pentecost (Review), veröffentlicht 29.10.2020 auf Musikreviews.de. Abgerufen am 1. März 2021.
7. ↑  Frank Thießies: Wytch-Hazel III - Pentecost (Rezension vom 30.10.2020 bei metal-hammer.de). Abgerufen am 1. März 2021.
8. ↑  Wytch Hazel to Release New LP, ‘IV: Sacrament’ on June 2nd 2023. Metal Blade Records, 31. März 2023, abgerufen am 31. März 2023 (englisch).
9. ↑  Album IV:Sacrament, CD-Hülle
10. 1 2  V: Lamentations, by Wytch Hazel. Bandcamp (https://bandcamp.com),+2025, abgerufen am 2. Mai 2025 (englisch).
11. ↑  Toby Schaper (Interviewer) und Colin Hendra (Interviewter): Wytch Hazel - ein sicherer Hafen. In: Deaf Forever - Metal und Hardrock für Überzeugungstäter. Nr. 54, 2023, S. 18–19.
12. ↑  Diskographie Wytch Hazel bei All Music Guide. Abgerufen am 1. März 2021.